# Rally Costa de Almería de 2016
El Rally Costa de Almería de 2016 fue la 42.ª edición del citado rally. Se celebró entre el 28 y 29 de mayo de 2016 y contó con un itinerario de ocho tramos cronometrados sobre asfalto. Contó con un coeficiente 5, y fue puntuable para el Campeonato de Andalucía de Rallyes de Asfalto a su vez que para el Campeonato Andaluz de Regularidad en Rallyes. Dio comienzo en la Rambla Federico García Lorca de la ciudad de Almería, con una exposición de vehículos históricos de competición; lugar que también acogió la llegada del evento.

## Itinerario
| Día   | Tramo | Nombre                  | Distancia | Hora  | Ganador            | Tiempo | Líder rally        |
| ----- | ----- | ----------------------- | --------- | ----- | ------------------ | ------ | ------------------ |
| Día 1 | SS1   | Benizalón-Benitagla     | 10,3 km   | 18:22 | José Antonio Aznar |        | José Antonio Aznar |
| Día 1 | SS2   | Cóbdar-Uleila del Campo | 20,68 km  | 19:05 | José Antonio Aznar |        | José Antonio Aznar |
| Día 1 | SS3   | Benizalón-Benitagla     | 10,3 km   | 20:35 | José Antonio Aznar |        | José Antonio Aznar |
| Día 1 | SS4   | Cóbdar-Uleila del Campo | 20,68 km  | 21:18 | José Antonio Aznar |        | José Antonio Aznar |
| Día 2 | SS5   | Alboloduy               | 6 km      | 09:55 | José Antonio Aznar |        | José Antonio Aznar |
| Día 2 | SS6   | Ricaveral               | 11,66 km  | 10:18 | José Antonio Aznar |        | José Antonio Aznar |
| Día 2 | SS7   | Alboloduy               | 6 km      | 11:33 | José Antonio Aznar |        | José Antonio Aznar |
| Día 2 | SS8   | Ricaveral               | 11,66 km  | 11:55 | José Antonio Aznar |        | José Antonio Aznar |

## Clasificación final[2]
| Pos.      | Piloto                    | Copiloto             | Automóvil                  | Tiempo            | Diferencia      |
| --------- | ------------------------- | -------------------- | -------------------------- | ----------------- | --------------- |
| 1.        | José Antonio Aznar        | Jose Crisanto Galán  | Porsche 911 997 GT3 RS 3.8 | 1:00:37,2         | 0.0             |
| 2.        | Pedro Cordero             | María Luisa Galán    | Porsche 911 997 GT3 RS 3.6 | 1:02:18,0         | +1:40,8         |
| 3.        | Francisco Javier Polidura | Amadeo Aguirre       | Ford Fiesta R5             | 1:03:46,3         | +3:09,1         |
| 4.        | Manuel Maldonado          | Jose A. González     | Porsche 911 997 GT3 RS 3.6 | 1:04:14,8         | +3:37,6         |
| 5.        | David Martín              | Miguel Arrebola      | Subaru Impresa WRX STi     | 1:04:43,8         | +4:06,6         |
| 6.        | Ángel Ruiz                | Ana Mateo            | Subaru Impreza WRX STi     | 1:05:04,0 (+1:00) | +4:26,8         |
| 7.        | Adolfo Gutiérrez          | Isidoro Castillo     | Renault Clio Sport         | 1:06:29,3         | +5:52,1         |
| 8.        | Sergio Capel              | Antonio Cruz         | Renault Clio Sport         | 1:07:09,9         | +6:32,7         |
| 9.        | Antonio Molina            | Alejandro Castillejo | Renault Clio Sport         | 1:07:13,8         | +6:36,6         |
| 10.       | Luis García               | Francisco Fuentes    | Fiat Punto Kit Car         | 1:07:25,6         | +6:48,4         |
| 11.       | Rubén Segura              | Alejandro Martínez   | Peugeot 205 Rallye         | 1:08:09,3         | +7:32,1         |
| 12.       | Juan Carlos Fuentes       | José García          | Honda Civic                | 1:09:31,0 (+1:00) | +8:53,8         |
| 13.       | Juan Leonardo Ramírez     | Palomo Urbano        | Ford Escort MK2            | 1:10:25,5         | +9:48,3         |
| 14.       | Nicolás Parrilla          | Cristian Parrilla    | Peugeot 206 GTi            | 1:12:13,3         | +11:36,1        |
| 15.       | Francisco Salmerón        | Ana Martos           | Renault Clio               | 1:13:22,4         | +12:45,2        |
| 16.       | Juan López                | Adrián López         | Renault Mégane             | 1:15:11,2         | +14:34,0        |
| 17.       | Fernando Fernández        | Jonathan Nieto       | Volkswagen Golf II GTi     | 1:15:27,0         | +14:49,8        |
| 18.       | José Puga                 | Francisco Álamo      | Peugeot 206                | 1:16:11,5         | +15:34,3        |
| 19.       | Jose Miguel López         | A. Montoya           | Citroën Saxo VTS           | 1:16:25,1 (+2:00) | +15:47,9        |
| 20.       | Juan Antonio González     | Jaime Rivas          | Citroën Saxo VTS           | 1:19:14,6         | +18:37,4        |
| 21.       | Francisco Arias           | Salvador Belmonte    | Renault Mégane Maxi        | 1:20:12,8 (+1:10) | +19:35,6        |
| Retirados |                           |                      |                            |                   |                 |
| Ret       | Francisco M. Molino       | Iván Urea            | Peugeot 206 XS             | Abandono          | Abandono        |
| Ret       | David García              | Antonio Pérez        | Lotus Exige Cup 240        | Accidente         | Accidente       |
| Ret       | Antonio Maldonado         | Alicia Rodríguez     | Renault Clio               | Abandono          | Abandono        |
| Ret       | Antonio Martínez          | Osel Román           | Citroën Saxo VTS           | Abandono          | Abandono        |
| Ret       | Juan José Ferrez          | Manuel Gea           | Renault Clio Williams      | Avería mecánica   | Avería mecánica |
| Ret       | Ignacio Jiménez           | Alejandro Cuenca     | Citroën Saxo VTS           | Abandono          | Abandono        |
| Ret       | Francisco Javier Villegas | Antonio Blas López   | Opel Corsa                 | Avería mecánica   | Avería mecánica |